# 1-Heptanol
1-Heptanol, C
7H
16O – organiczny związek chemiczny z grupy alkoholi. Istnieją cztery izomery tego związku o prostym łańcuchu węglowym, które różnią się położeniem grupy hydroksylowej.

## Izomery
Heptanol może występować w czterech formach izomerycznych z prostym łańcuchem siedmiowęglowym. Nazwa heptanol (lub alkohol heptylowy) nie jest jednoznaczna, odnosi się jednak zazwyczaj do n-heptanolu (1-heptanolu), czyli związku, w którym grupa hydroksylowa przyłączona jest do skrajnego atomu węgla: CH
3(CH
2)
6OH. Ten sam łańcuch połączony odpowiednio z grupą hydroksylową przez wiązanie z drugim z atomów węgla nosi nazwę 2-heptanol (s-heptanol), z trzecim atomem węgla 3-heptanol i z czwartym 4-heptanol. Cząsteczki 2 i 3-heptanolu są chiralne.
| 1-heptanol | 2-heptanol | 3-heptanol | 4-heptanol |
| ---------- | ---------- | ---------- | ---------- |
|            |            |            |            |

Izomery heptanolu różnią się nieznacznie właściwościami fizycznymi. Są bardzo słabo rozpuszczalne w wodzie.